# 大陆伊利诺国家银行
大陆伊利诺伊国家银行和信托公司曾一度是以存款衡量美国第七大商业银行，拥有约 400亿美元的资产。1984年，伊利诺伊州大陆银行因挤兑而被联邦存款保险公司（FDIC）接管。伊利诺伊州大陆银行一度成為美國歷史上最大的銀行破產事件，直到2008年华盛顿互惠银行在2008年金融危机期间倒闭，後者的規模超過大陆伊利诺伊国家银行的七倍以上。  